# Barrage (militaire)
Pour les articles homonymes, voir Barrage (homonymie).
 (novembre 2023).
Si vous disposez d'ouvrages ou d'articles de référence ou si vous connaissez des sites web de qualité traitant du thème abordé ici, merci de compléter l'article en donnant les références utiles à sa vérifiabilité et en les liant à la section « Notes et références ».
Dans la terminologie militaire, un barrage est une zone parsemée de charges explosives, de mines et d'autres obstacles pour empêcher toute opération ennemie. Il agit comme une protection pour les troupes amies.
Il existe deux types de barrage :
- Le barrage principal, qui est une série continue d'obstacles à travers tout le front, à l'échelle de la division et plus. La préparation d'un tel barrage est normalement une tâche prioritaire du génie.

- Le barrage secondaire est un complément au barrage principal pour lui donner de la profondeur à l'avant ou l'arrière, ou pour protéger ses flancs.